# Yonathan Levy
 (janvier 2014).
Si vous disposez d'ouvrages ou d'articles de référence ou si vous connaissez des sites web de qualité traitant du thème abordé ici, merci de compléter l'article en donnant les références utiles à sa vérifiabilité et en les liant à la section « Notes et références ».
Yonathan Levy est un auteur et réalisateur franco-israélien né le 23 octobre 1983.

## Biographie
Artiste autodidacte, Yonathan Levy se lance dans la réalisation de son premier court-métrage à 14 ans, à l'occasion d'une visite des camps de la mort en Pologne. Les années qui suivent, il se forme en réalisant des films expérimentaux et vidéos d'art[réf. nécessaire]. A 20 ans, son essai Scope Tour Retour parcourt des dizaines de festivals[réf. nécessaire] avant d’être acheté par la télévision française[réf. souhaitée].
A 24 ans, alors qu’il vient d’être diplômé de l’école d’ingénieurs Supélec (Promotion 2006), Yonathan entame le tournage de son premier long-métrage documentaire : Das Kind. En 2010, le film remporte le prix du meilleur film au festival européen ECU puis est sélectionné dans de nombreux festivals avant de sortir en salles le 24 février 2013.

## Filmographie
- 2010 : Das Kind, long-métrage documentaire, 93 min
- 2009 : La Prière, essai, 10 min
- 2007 : Versus, pilote pour la télévision russe, 26 min
- 2005 : Monterey Marienbad, essai, 12 min
- 2004 : Scope Tour Retour, essai, 7 min